# Masanilja
Masanilja är en ort i Mexiko.   Den ligger i kommunen Chilón och delstaten Chiapas, i den sydöstra delen av landet, 800 km öster om huvudstaden Mexico City. Masanilja ligger 90 meter över havet och antalet invånare är 229.
Terrängen runt Masanilja är huvudsakligen kuperad, men västerut är den bergig. Runt Masanilja är det ganska tätbefolkat, med 54 invånare per kvadratkilometer. Närmaste större samhälle är Vicente Guerrero, 7,2 km nordost om Masanilja. Trakten runt Masanilja består till största delen av jordbruksmark.